# Вегас (компания)
«Вегас» (англ. Vegas) — белорусская компания, основанная в 1997 году. ООО «Вегас» является производителем ортопедических матрасов, подушек, оснований и аксессуаров для сна. Компания является резидентом свободной экономической зоны «Брест».

## История
Компания основана в 1997 году в свободной экономической зоне «Брест». На начальном этапе предприятие занималась производством матрасов под собственной маркой, но на основе сырья и комплектующих западных поставщиков, а базовыми рынками сбыта стали Белоруссия и Россия. В 2000 году фирма расширила ассортимент и освоила производство ортопедических подушек. В 2001 «Вегас» становится производителем асимметричных матрасов (матрасы со сторонами разной жесткости), которые становятся уникальной разработкой компании, и на них предприятие получило патентные заключения.
Постепенно компания расширила свои рынки сбыта, охватив более десятка стран, включая Прибалтику, Украину (2004), Молдову (2005), Чехию (2009), Венгрию (2009), Казахстан, Словакию. «Вегас» является партнёром JYSK.

## Награды
В 2001 году на международной выставке «Мебель-2001» в Минске ООО «Вегас» получило награду за качество выпускаемой продукции. В 2003, 2004, 2005, 2008 годах компания получает награду «Лучшие товары Республики Беларусь», а в 2006, 2007, 2009, 2010, 2012, 2013, 2015, 2016, 2017 годах награду «Выбор года» в категории «Все для дома, строительства и ремонта».
Предприятию несколько раз присуждалась премия правительства Беларуси за достижения в области качества — в 2006, 2009, 2013, 2014 годах.